# Priolepis cincta
Priolepis cincta és una espècie de peix de la família dels gòbids i de l'ordre dels perciformes.

## Morfologia
Els mascles poden assolir els 7 cm de longitud total.

## Distribució geogràfica
Es troba des de l'Àfrica oriental i el Mar Roig fins a Tonga, el sud del Japó i la Gran Barrera de Corall.